# Macrerpeton huxleyi
Il macrerpeton (Macrerpeton huxleyi) è un anfibio temnospondilo estinto, appartenente ai dissorofoidi. Visse nel Carbonifero superiore (Pennsylvaniano, circa 311 - 306 milioni di anni fa) e i suoi resti fossili sono stati ritrovati in Nordamerica.

## Descrizione
Questo animale doveva essere vagamente simile a una salamandra dalla testa grossa; le dimensioni erano di circa 40 centimetri. Macrerpeton era dotato di una morfologia cranica altamente aberrante rispetto agli altri dissorofoidi: il cranio era snello, con orbite molto piccole e posizionate marginalmente, un tetto cranico ampio e un muso allargato. La premascella era più grande della mascella; la parte posteriore del tetto cranico era piuttosto stretta e allungata, mentre le ossa tabulari erano dotate di corna prominenti. Le coane erano minuscole e posizionate vicino alle vacuità interpterigoidee, il vomere e il palatino erano fornite di grandi aree denticolate e il parasfenoide aveva un campo denticolato ampio e a forma di A, e rami basipterigoidei estesi. Non sono noti né quadratojugale né ectopterigoide.

## Classificazione
Il primo fossile di questo animale, un cranio parziale, venne ritrovato nella zona di Linton (Ohio) in terreni risalenti alla fine del Pennsylvaniano, in una miniera di carbone della Contea di Jefferson. L'esemplare venne inizialmente descritto da Edward Drinker Cope nel 1875 come Tuditanus huxleyi; fu solo nel 1909 che R. L. Moodie riconobbe sufficienti differenze con la specie tipo del genere Tuditanus da ascrivere questa specie a un nuovo genere, che venne denominato Macrerpeton. Alla specie M. huxleyi sono stati in seguito riferiti anche fossili inizialmente descritti come Leptophractus dentatus e Mytaras macrognathus. 
Macrerpeton è solitamente considerato un rappresentante aberrante dei dissorofidi, un gruppo di anfibi dalle attitudini terrestri tipici del Carbonifero-Permiano. Ricerche più recenti hanno riscontrato alcune plesiomorfie riscontrabili anche nei trimerorachidi e negli zatracheidi, anche se alcune sinapomorfie craniche lo identificano come un dissorofoide basale (Schoch e Milner, 2021).